# Bienal Internacional de Arte de São Paulo
A Bienal de São Paulo (antiga Bienal Internacional de Arte de São Paulo) é uma exposição de artes que ocorre a cada dois anos na cidade de São Paulo, desde 1951. É considerada um dos três principais eventos do circuito artístico internacional, junto à Bienal de Veneza e Documenta de Kassel. Maior exposição do hemisfério sul, a Bienal é pautada por questões inovadoras do cenário contemporâneo e reúne mais de 500 mil pessoas por edição. Desde sua criação, 32 Bienais foram produzidas com a participação de mais de 170 países, 16 mil artistas e 10 milhões de visitantes.
O evento acontece no Pavilhão Ciccillo Matarazzo do Parque do Ibirapuera, que foi construído junto com todos os seus outros edifícios em 1954. O prédio também é conhecido como Pavilhão da Bienal e foi concebido por Oscar Niemeyer com projeto estrutural de Joaquim Cardozo como forma de comemorar o 4º Centenário da cidade de São Paulo. Em 1962 surge a Fundação Bienal de São Paulo, instituição que idealiza e coloca em prática iniciativas artísticas, educativas e sociais.

## História

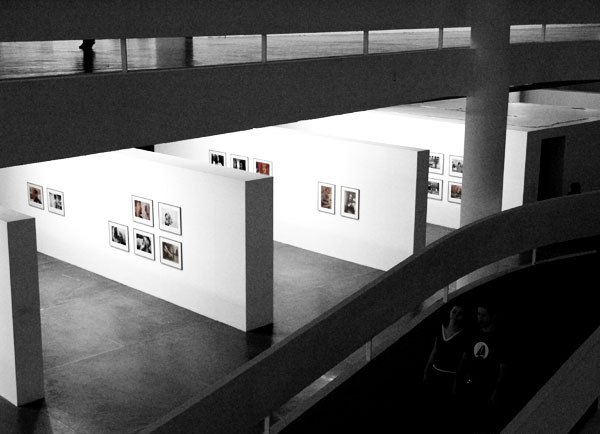
27ª Bienal de São Paulo, 2006.

A primeira Bienal de São Paulo ocorreu em 1951 devido aos esforços do empresário e mecenas Francisco Matarazzo Sobrinho (1892 - 1977) (conhecido como Ciccillo Matarazzo) e de sua esposa Yolanda Penteado. A segunda edição (1953) ficou famosa por trazer ao Brasil a até então inédita no país Guernica, de Pablo Picasso.
Uma das edições mais simbólicas, contudo, foi a 10ª Bienal de São Paulo, no ano de 1969. Com o recém-lançado Ato Institucional nº5 (AI-5), dezenas de artistas se recusaram a participar da exposição, dentre eles Burle Marx e Hélio Oiticica, e alguns países e regiões recusaram-se a apoiar a exposição, como a União Soviética. Paralelamente, na França, cerca de 321 artistas assinaram o manifesto "Não à Bienal", ou, em francês, "Non à la Biennale", no Museu de Arte Moderna de Paris, uma maneira de repudiar a ditadura brasileira. O intenso movimento pode ser compreendido pela censura à arte imposta pelo governo durante o período militar.
A Bienal é a primeira exposição de arte moderna de grande porte realizada fora dos centros culturais europeus e norte-americanos. Sua origem articula-se a uma série de outras realizações culturais em São Paulo - Museu de Arte de São Paulo Assis Chateaubriand - Masp (1947), Teatro Brasileiro de Comédia - TBC (1948), Museu de Arte Moderna de São Paulo - MAM/SP (1949) e Companhia Cinematográfica Vera Cruz (1949) - que aponta para o forte impulso institucional que as artes recebem na época, beneficiado por mecenas como Ciccillo Matarazzo e Assis Chateaubriand (1892 - 1968). Concebida no âmbito do MAM/SP, a 1ª Bienal é realizada em 20 de outubro de 1951 na esplanada do Trianon, local hoje ocupado pelo Masp. O espaço, projetado pelos arquitetos Luís Saia e Eduardo Kneese de Mello, dá lugar a 1,8 mil obras de 23 países, além da representação nacional.

## Artistas, obras e países
| Edição     | Data                  | Diretores / Curadores | Artistas | Obras | Países |
| ---------- | --------------------- | --- | -------- | ----- | ------ |

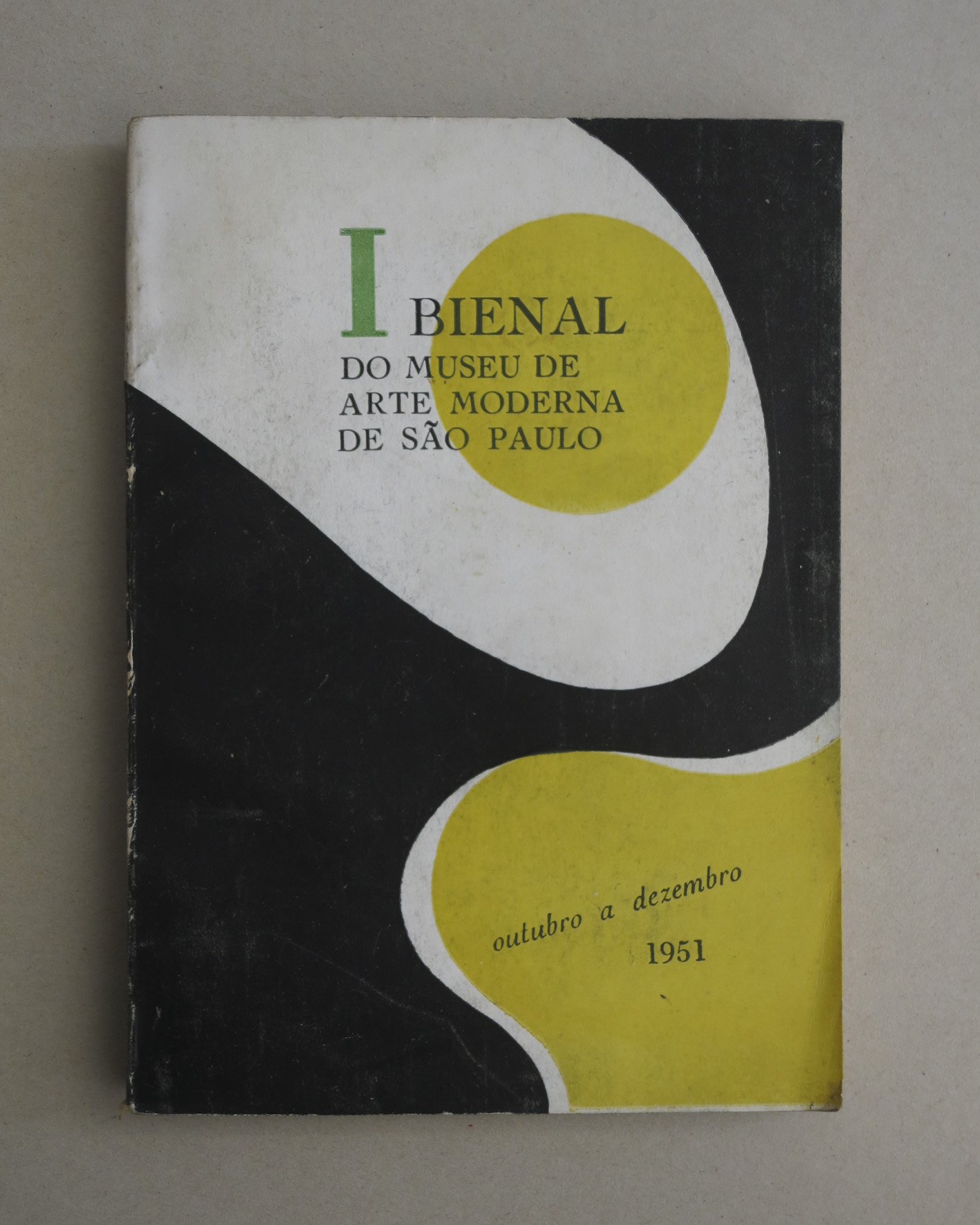
Catálogo da I Bienal do Museu de Arte Moderna de São Paulo, 1951

| 1a Bienal  | 20 Out – 23 Dez, 1951 | Presidente do MAM-SP: Ciccillo Matarazzo Diretor artístico: Lourival Gomes Machado | 729      | 1854  | 25     |
| 2a Bienal  | 13 Dez – 26 Fev, 1953 | Presidente do MAM-SP: Ciccillo Matarazzo Diretor artístico: Sérgio Milliet Diretor técnico: Wolfgang Pfeiffer | 712      | 3374  | 33     |
| 3a Bienal  | 2 Jul – 12 Out, 1955  | Presidente do MAM-SP: Ciccillo Matarazzo Diretor artístico: Sérgio Milliet Diretor técnico: Wolfgang Pfeiffer | 463      | 2074  | 31     |
| 4a Bienal  | 22 Set – 30 Dez, 1957 | Presidente do MAM-SP: Ciccillo Matarazzo Diretor artístico: Sérgio Milliet Diretor técnico: Wolfgang Pfeiffer | 599      | 3800  | 43     |
| 5a Bienal  | 21 Set – 31 Dez, 1959 | Presidente do MAM-SP: Ciccillo Matarazzo Diretor artístico: Lourival Gomes Machado | 689      | 3804  | 47     |
| 6a Bienal  | 1 Out – 31 Dez, 1961  | Presidente do MAM-SP: Ciccillo Matarazzo Diretor geral: Mário Pedrosa | 681      | 4990  | 50     |
| 7a Bienal  | 28 Set – 22 Dez, 1963 | Presidente da Bienal: Ciccillo Matarazzo Diretor geral: Mário Pedrosa Assessorias: Geraldo Ferraz, Sérgio Milliet, Walter Zanini (Artes plásticas); Aldo Calvo, Sábato Magaldi (Teatro); Jannar Murtinho Ribeiro (Artes gráficas) | 625      | 4131  | 55     |
| 8a Bienal  | 4 Set – 28 Nov, 1965  | Presidente da Bienal: Ciccillo Matarazzo Diretor geral: Mário Pedrosa Assessorias: Geraldo Ferraz, Sérgio Milliet, Walter Zanini (Artes plásticas); Aldo Calvo, Sábato Magaldi (Teatro); Jannar Murtinho Ribeiro (Artes gráficas) | 653      | 4054  | 54     |
| 9a Bienal  | 22 Set – 8 Dez, 1967  | Presidente da Bienal: Ciccillo Matarazzo Assessoria Artes plásticas: Alfredo Mesquita, Geraldo Ferraz, Henrique E. Mindlin, Jayme Maurício, José Geraldo Vieira, Salvador Candia | 956      | 4638  | 63     |
| 10a Bienal | 27 Set – 14 Dez, 1969 | Presidente da Bienal: Ciccillo Matarazzo Comissão Técnica de Arte: Aracy Amaral, Edyla Mangabeira Unger, Frederico Nasser, Mário Barata, Waldemar Cordeiro, Wolfgang Pfeiffer | 446      | 2572  | 53     |
| 11a Bienal | 4 Set – 15 Nov, 1971  | Presidente da Bienal: Ciccillo Matarazzo Comissão Técnica de Arte: Antonio Bento, Geraldo Ferraz, Sérgio Ferro | 351      | 2459  | 57     |
| 12a Bienal | 5 Out – 2 Dez, 1973   | Presidente da Bienal: Ciccillo Matarazzo Secretariado técnico: Antonio Bento, Bethy Giudice, Ciccillo Matarazzo, Mário Wilches, Vilém Flusser | 468      | 2484  | 49     |
| 13a Bienal | 17 Out – 14 Dez, 1975 | Presidente da Bienal: Ciccillo Matarazzo Conselho de Arte e Cultura: Aldemir Martins, Isabel Moraes Barros, José Simeão Leal, Norberto Nicola, Olívio Tavares de Araújo, Olney Krüse, Wolfgang Pfeiffer | 280      | 1579  | 43     |
| 14a Bienal | 1 Out – 30 Nov, 1977  | Presidente da Bienal: Oscar Landmann Conselho de Arte e Cultura: Alberto Beuttenmüller, Clarival do Prado Valladares, Leopoldo Raimo, Lisetta Levi, Marc Berkowitz, Maria Bonomi, Yolanda Mohalyi | 302      | 476   | 36     |
| 15a Bienal | 3 Out – 16 Dez, 1979  | Presidente da Bienal: Luiz Fernando Rodrigues Alves Assessor cultural: Carlos von Schmidt Conselho de Arte e Cultura: Casimiro Xavier de Mendonça, Emmanuel von Lauenstein Massarani, Esther Emílio Carlos, Geraldo Edson de Andrade, João Cândido Martins Galvão Barros, Pedro Manuel Gismondi, Radha Abramo, Wolfgang Pfeiffer | 158      | 302   | 43     |
| 16a Bienal | 16 Out – 20 Dez, 1981 | Presidente da Bienal: Luiz Diederichsen Villares Curador geral: Walter Zanini Curadores: Petrônio França, Agnaldo Farias, Samuel Eduardo Leon, Cacilda Teixeira da Costa, Gabriela Suzana, Julio Plaza, Annateresa Fabris, Victor Musgrave, Josette Balsa / Curadores-adjuntos: Roberto Sandoval, Cida Galvão, Marília Saboya, Renata Barros | 213      | 1766  | 32     |
| 17a Bienal | 14 Out – 18 Dez, 1983 | Presidente da Bienal: Luiz Diederichsen Villares Curador geral: Walter Zanini Curadores: Julio Plaza, Berta Sichel, Walter Zanini, Rui Moreira Leite, Gino Di Maggio, Norberto Nicola / Curadores de Cinema: Agnaldo Farias, Samuel Eduardo Leon | 187      | 1650  | 43     |
| 18a Bienal | 4 Out – 15 Dez, 1985  | Presidente da Bienal: Roberto Muylaert Curadora geral: Sheila Leirner | 214      | 1674  | 45     |
| 19a Bienal | 2 Out – 13 Dez, 1987  | Presidente da Bienal: Jorge Wilheim Curadora geral: Sheila Leirner Curadores: Ivo Mesquita, Sônia Salzstein-Goldberg, Gabriela S. Wilder, Arturo Schwarz, Rafael França, Joice Joppert Leal, Ângela Carvalho, Ana Maria Kieffer | 215      | 1740  | 53     |
| 20a Bienal | 14 Out – 10 Dez, 1989 | Presidente da Bienal: Alex Periscinoto Curadores: Carlos von Schmidt (Internacional), Stella Teixeira de Barros (Nacional), João Cândido Galvão (Eventos especiais) | 143      | 1824  | 41     |
| 21a Bienal | 21 Set – 10 Dez, 1991 | Presidente da Bienal: Jorge Eduardo Stockler Curador geral: João Cândido Galvão Curadores: Ana Helena Curti, Gloria Cristina Motta | 144      | 1028  | 32     |
| 22a Bienal | 12 Out – 11 Dez, 1994 | Presidente da Bienal: Edemar Cid Ferreira Curador: Nelson Aguilar | 206      | 972   | 70     |
| 23a Bienal | 5 Out – 8 Dez, 1996   | Presidente da Bienal: Edemar Cid Ferreira Curador geral: Nelson Aguilar Curador-adjunto: Agnaldo Farias | 134      | 1181  | 75     |
| 24a Bienal | 3 Out – 3 Dez, 1998   | Presidente da Bienal: Julio Landman Curador geral: Paulo Herkenhoff Curador-adjunto: Adriano Pedrosa | 326      | 1140  | 54     |
| 25a Bienal | 23 Mar – 2 Jun, 2002  | Presidente da Bienal: Carlos Bratke Curador geral: Alfons Hug Curador Núcleo Brasileiro: Agnaldo Farias | 194      | 546   | 68     |
| 26a Bienal | 25 Set – 19 Dez, 2004 | Presidente da Bienal: Manoel Francisco Pires da Costa Curador geral: Alfons Hug | 141      | 400   | 61     |
| 27a Bienal | 7 Out – 17 Dez, 2006  | Presidente da Bienal: Manoel Francisco Pires da Costa Curadora geral: Lisette Lagnado Cocuradores: Adriano Pedrosa, Cristina Freire, José Roca, Rosa Martínez Guest Curator: Jochen Volz | 118      | 645   | 51     |
| 28a Bienal | 26 Out – 6 Dez, 2008  | Presidente da Bienal: Manoel Francisco Pires da Costa Curador geral: Ivo Mesquita Curadora-adjunta: Ana Paula Cohen | 41       | 54    | 20     |
| 29a Bienal | 25 Set – 12 Dez, 2010 | Presidente da Bienal: Heitor Martins Curadores-chefes: Agnaldo Farias, Moacir dos Anjos Curadores-convidados: Chus Martinez, Fernando Alvim, Rina Carvajal, Sarat Maharaj, Yuko Hasegawa | 159      | 850   | 40     |
| 30a Bienal | 7 Set – 7 Dez, 2012   | Presidente da Bienal: Heitor Martins Curador: Luis Pérez-Oramas Curadores-adjuntos: André Severo, Tobi Maier | 111      | 3796  | 31     |
| 31a Bienal | 6 Set – 7 Dez, 2014   | Presidente da Bienal: Luis Terepins Curadores: Charles Esche, Pablo Lafuente, Nuria Enguita Mayo, Galit Eilat, Oren Sagiv Curadores associados: Benjamin Seroussi, Luiza Proença | 69       | 81    | 34     |
| 32a Bienal | 7 Set – 11 Dez, 2016  | Presidente da Bienal: Luis Terepins Curador: Jochen Volz Cocuradores: Gabi Ngcobo, Júlia Rebouças, Lars Bang Larsen, Sofía Olascoaga | 81       | 415   | 33     |
| 33a Bienal | 7 Set – 9 Dez, 2018   | Presidente da Bienal: João Carlos de Figueiredo FerrazCurador: Gabriel Pérez-Barreiro Artistas-curadores: Alejandro Cesarco, Antonio Ballester Moreno, Claudia Fontes, Mamma Andersson, Sofia Borges, Waltercio Caldas e Wura-Natasha Ogunji Projetos individuais: Alejandro Corujeira, Aníbal López, Bruno Moreschi, Denise Milan, Feliciano Centurión, Lucia Nogueira, Luiza Crosman, Maria Laet, Nelson Felix, Siron Franco, Tamar Guimarães e Vânia Mignone | 105      | 740   | 28     |
| 34a Bienal | 4 Set – 5 Dez, 2021   | Presidente da Bienal: José Olympio da Veiga PereiraCurador: Jacopo Crivelli Visconti Curador adjunto: Paulo Miyada Curadores convidados: Carla Zaccagnini, Francesco Stocchi, Ruth Estévez Curadora assistente: Ana Roman | 91       | 1100  | 39     |
| 35a Bienal | 6 Set – 10 Dez, 2023  | Presidente da Bienal: José Olympio da Veiga PereiraCuradores: Diane Lima, Grada Kilomba, Hélio Menezes e Manuel Borja-Villel | 121      | 1100  |        |

## Bienal a Bienal

### 1aBienal de São Paulo (1951)
No ano de 1951 entre os dias 20 de outubro e 23 de dezembro foi sediada em São Paulo a primeira edição da Bienal Internacional de Arte de São Paulo, realizada pelo Museu de Arte Moderna de São Paulo (MAM-SP) em um pavilhão provisório localizado na Esplanada do Trianon, na região da Avenida Paulista. Na edição, o primeiro Aparelho cinecromático (1949) de Abraham Palatnik (1928-2020) foi recusado por não se encaixar nas categorias previstas. Posteriormente, a obra seria aceita e receberia uma menção especial do júri internacional.
Na época, o presidente do MAM era Ciccillo Matarazzo (1898-1977), importante industrial da capital paulista e figura muito relevante no cenário de arte do Brasil. Ao seu lado encontrava-se o diretor artístico da exposição, Lourival Gomes Machado (1917-1967), importante crítico de arte no período.  Dentre os nomes de maior destaque entre os artistas participantes encontravam-se o escultor suíço Max Bill (1908-1994), os brasileiros Cândido Portinari (1903-1962) e Di Cavalcanti (1897-1976), Pablo Picasso (1881-1973), artista espanhol, René Magritte (1898-1967), belga, e o italiano Danilo di Prete (1911-1985), que foi consagrado com o prêmio de melhor pintura da exposição com sua obra Limões. Participaram, também, Lasar Segall (1891-1957), Alberto Giacometti (1901-1966), George Gros (1893-1959), Victor Brecheret (1894-1955), Oswaldo Goeldi (1895-1961), Jorge Mori (1932), e diversas outras personalidades da cena internacional da arte. Os prêmios concedidos à escultura Unidade Tripartida de Max Bill (1908-1994) e à tela Formas de Ivan Serpa (1923-1973) são sintomas da atenção despertada pelas novas tendências construtivas na arte. Fundador da Hochschule für Gestaltung Ulm [Escola Superior da Forma], em Ulm (1951), Max Bill foi o principal responsável pela entrada do ideário concreto na América Latina, sobretudo na Argentina e no Brasil, no período após a Segunda Guerra Mundial (1939-1945). A exposição do artista em 1951 no Masp e a presença da delegação suíça na 1ª Bienal, no mesmo ano, abriram as portas do país para as novas linguagens plásticas, que passaram a ser amplamente exploradas.

### 2aBienal de São Paulo (1953)
A mais lembrada entre todas as Bienais, é conhecida como “Bienal da Guernica”, referenciando a mais famosa obra de Pablo Picasso (1881-1973), de 1937. Com quase o dobro de obras em relação à edição anterior, a 2ª Bienal foi realizada já no Parque Ibirapuera, aproveitando sua inauguração e ocupando dois pavilhões concebidos pelo arquiteto Oscar Niemeyer com projetos estruturais do engenheiro Joaquim Cardozo: o Palácio dos Estados (atual Pavilhão das Culturas Brasileiras) e o Palácio das Nações (atual Museu Afro Brasil). Estendeu-se até o ano seguinte, para fazer parte das comemorações do 4º Centenário da cidade de São Paulo.
A mostra contou com obras de Constantin Brancusi (1876-1957), Giorgio Morandi (1890-1964) e dos futuristas italianos, além de outros grandes nomes da arte moderna internacional. Eliseu Visconti (1866-1944), foi homenageado com uma sala especial em que foram apresentadas 37 dentre suas mais importantes obras de cavalete.

### 3aBienal de São Paulo (1955)
Ao alcançar seu objetivo e consolidar-se como evento de arte de relevância no cenário mundial, a 3ª Bienal teve como destaque as obras dos muralistas mexicanos Diego Rivera (1886-1957), José Clemente Orozco (1883-1949) e David Alfaro Siqueiros (1896-1974). Beneficiada por 46 trabalhos de Sophie Taeuber-Arp (1889-1943) e por 44 gravuras dos muralistas mexicanos. O artista brasileiro Aldemir Martins (1922-2006) recebeu o Prêmio de Melhor Desenhista Brasileiro juntamente com o artista argentino radicado no Brasil Carybé (1911-1997).

### 4aBienal de São Paulo (1957)
O processo de seleção de obras e a influência demasiada de Ciccillo Matarazzo foram contestados pelos artistas brasileiros. Esta foi a primeira vez em que a Bienal realizou-se no espaço que viria a ser sua permanente sede, no Pavilhão das Indústrias do Parque Ibirapuera. Polêmicas marcaram a edição, quando nomes consagrados no cenário artístico nacional, como Flávio de Carvalho (1899-1973), tiveram seus trabalhos recusados pelo júri. O pintor expressionista abstrato Jackson Pollock (1912-1956), falecido no ano anterior, foi apresentado em uma sala especial, organizada pela representação americana, em pleno auge de seu reconhecimento internacional.

### 5aBienal de São Paulo (1959)
200 mil visitantes garantiram o sucesso da exposição, que teve como pontos altos a seleção de 30 obras do ícone impressionista Vincent van Gogh (1853-1890) e, segundo o crítico Mário Pedrosa (1900-1981), pela "ofensiva tachista e informal". Também foi inaugurada uma área para teatro, que passou a dividir o espaço, com as mostras de filmes, com as artes plásticas e a arquitetura.

### 6aBienal de São Paulo (1961)
Ciccillo Matarazzo deixou de ser o único mecenas da Bienal, e o evento passou por sua primeira crise econômica. A sexta edição ficou conhecida pelo caráter museológico e o predomínio do neoconcretismo, evidenciado pela presença revolucionária dos Bichos de Lygia Clark (1920-1988). Parte do júri de seleção foi eleito pelos artistas. Foi a primeira vez que a exposição recebeu a delegação da URSS. Com a direção geral de Mário Pedrosa (1900-1981), combinou obras contemporâneas (Kurt Schwitters, 1887-1948) com retrospectivas históricas (Alfredo Volpi 1896-1988). A ampliação da participação nacional e a maior representação de obras de caráter histórico valeram uma série de críticas ao evento.

### 7aBienal de São Paulo (1963)
Um número excessivo de obras marcou a edição e criou um panorama eclético e de difícil compreensão. Esta foi a primeira edição desvinculada do Museu de Arte Moderna de São Paulo e realizada sob responsabilidade da Fundação Bienal, criada em 1962. Wanda Svevo havia falecido no ano anterior e foi homenageada no catálogo.

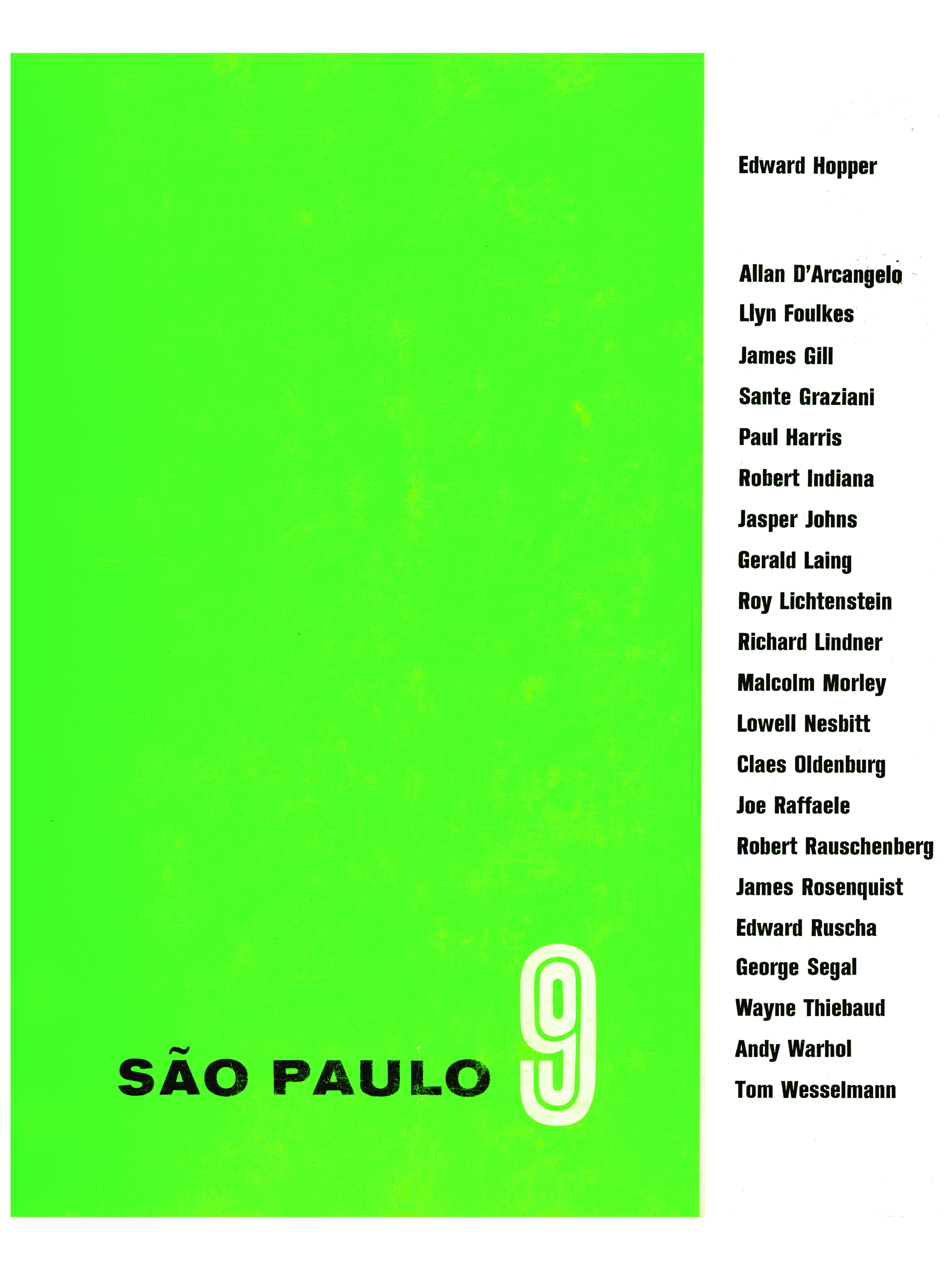
São Paulo 9 (1967)

### 8aBienal de São Paulo (1965)
A Bienal começou a sofrer pressão política do poder público com o início da ditadura militar no Brasil. Na cerimônia de premiação, Maria Bonomi (1935) e Sérgio Camargo (1930-1990) entregaram ao então presidente da república Castelo Branco moção em favor da revogação das prisões preventivas de Mário Schenberg (1914-1990), Fernando Henrique Cardoso (1931), Florestan Fernandes (1920-1995) e Cruz Costa (1904-1978). A despeito das complicações, consagrou-se a apresentação de uma sala dedicada ao surrealismo e à arte fantástica. Marcel Duchamp (1887-1968), com seu famoso ready-made Roue de bicyclette (1913), era visto ao lado de Max Ernst (1891-1976), Marc Chagall (1887-1985), Joan Miró (1893-1983), Jean Arp (1886-1966), Man Ray (1890-1976), Paul Klee (1879-1940), Paul Delvaux (1897-1994), René Magritte (1898-1967) e Francis Picabia (1879-1953).

### 9aBienal de São Paulo (1967)
A "Bienal da arte pop" foi inaugurada sob uma polêmica: a polícia federal, antes mesmo da abertura, retirou duas obras alegando que “feriam” as autoridades e a Constituição brasileira: a pintura O presente da carioca Cybèle Varela (1943) por ser considerada antinacionalista – a obra foi destruída e a artista quase presa pelo DOPS –, e a série de Quissak Jr. (1935-2001) Meditação sobre a Bandeira Nacional, que infringia as leis da época que proibiam o uso livre do símbolo nacional. A delegação estadunidense foi a responsável por apresentar o preciso recorte de arte pop que trouxe ao evento obras de Jasper Johns (1930), Andy Warhol (1928-1987), Roy Lichtenstein (1923-1997) Robert Rauschenberg (1925-2008). Várias obras da exposição foram danificadas e a sala da representação estadunidense foi pichada poucos dias após a abertura. O Júri de Premiação deixou de ser formado por comissários e passou a ser constituído por críticos de arte. Elizabeth Torok (EDL) (1925-2006) apresentou obras em black light. Os representantes americanos de renome do movimento Pop art que participaram no evento "São Paulo 9" (em 1967) foram Edward Hopper (1882-1967), James Gill (1934) e Andy Warhol (1928-1987).

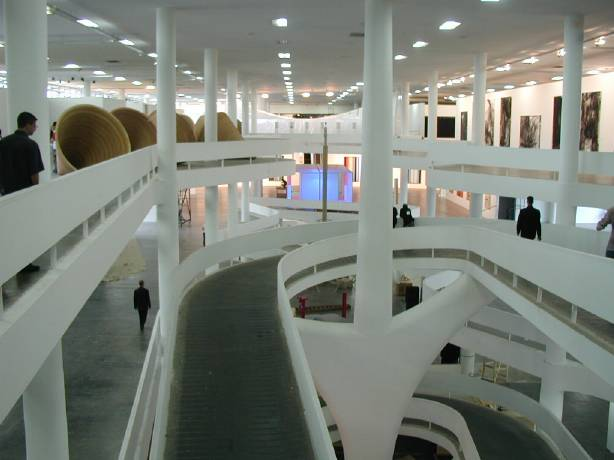
Pavilhão Ciccillo Matarazzo.

### 10ª Bienal de São Paulo (1969)
A oposição dos artistas à ditadura militar ganhou expressão ampliada na edição, quando, no Museu de Arte Moderna de Paris, diversos artistas e intelectuais assinam o Manifesto Não à Bienal. Meses após o lançamento do Ato Institucional n. 5 (AI-5), 80% dos artistas convidados recusaram-se a participar da Bienal como forma de protesto. A 10ª edição recebeu o apelido de “Bienal do Boicote”.

### 11ª Bienal de São Paulo (1971)
Novamente boicotada pelos artistas, a Bienal foi inaugurada sob polêmicas e sofreu com o exílio de Mário Pedrosa (1900-1981) que estivera à frente da maioria das Bienais em sua primeira década, tendo assumido a direção-geral da 6ª e da 7ª edição. A seleção de artistas brasileiros foi feita a partir de uma pré-Bienal realizada no ano anterior.

### 12ª Bienal de São Paulo (1973)
Uma gigantesca boca elaborada por Vera Figueiredo (1943) “engolia” os visitantes da 12ª Bienal, demonstrando a força das derivações do neoconcretismo. Instalações e ambientes que apelavam para todos os sentidos do espectador foram reunidos no segmento Arte e Comunicação. Em substituição às comissões técnicas, a nova estrutura de seleção sob organização do Conselho de Arte Cultura (CAC) recusou 90% das obras brasileiras inscritas e a representação brasileira selecionou cem artistas por meio de júris regionais (Fortaleza, Salvador, Belo Horizonte, Rio de Janeiro, São Paulo, Curitiba). Obras de Kandinsky (1866-1944) foram expostas pela primeira vez na América do Sul, trazidas pela delegação francesa.

### 13ª Bienal de São Paulo (1975)
Disposta a atualizar-se, a chamada “Bienal dos videomakers” trouxe ao Brasil um preciso recorte da produção mundial de videoarte e apresentou artistas renomados, que iam de Andy Warhol (1928-1987) ao sul-coreano Nam June Paik (1932-2006) cuja instalação TV Garden (1974) surpreendeu o público brasileiro ao dispor monitores em meio a uma vegetação de palmeiras em vasos e plantas artificiais.

### 14ª Bienal de São Paulo (1977)
Significativas mudanças marcaram a primeira Bienal sem Ciccillo: a seleção de um Conselho de Arte e Cultura com liberdade para desenvolver o programa da exposição, dentre as novas regras estava a exigência de que as Representações Nacionais seguissem os temas propostos pela Bienal de São Paulo para a seleção de artistas, modelo inspirado novamente na Bienal de Veneza. Em outras palavras, a exposição passou a se organizar por núcleos temáticos, no interior dos quais as obras passaram a ser alocadas. O CAC definiu três capítulos para a exposição: Exposições Antológicas (substituindo as salas especiais), Grandes Confrontos e Proposições Contemporâneas – esta última composta de sete temas: Arqueologia do Urbano, Recuperação da Paisagem, Arte Catastrófica, Vídeo Arte, Poesia Espacial, O Muro como Suporte de Obras, Arte Não-Catalogada.

### 15ª Bienal de São Paulo (1979)
A "Bienal das Bienais" foi uma retrospectiva das últimas catorze edições e trouxe para o pavilhão trabalhos nacionais e internacionais premiados desde 1951, além de artistas selecionados pela Associação Brasileira de Críticos de Arte (ABCA). Ao mesmo tempo, foi a primeira Bienal sem premiações, o que se perpetuaria definitivamente a partir da edição seguinte. Da década de 1980 em diante, os curadores se notabilizariam pela definição de temas e questões que orientam a organização dos trabalhos, assim como pelas inovações museográficas.

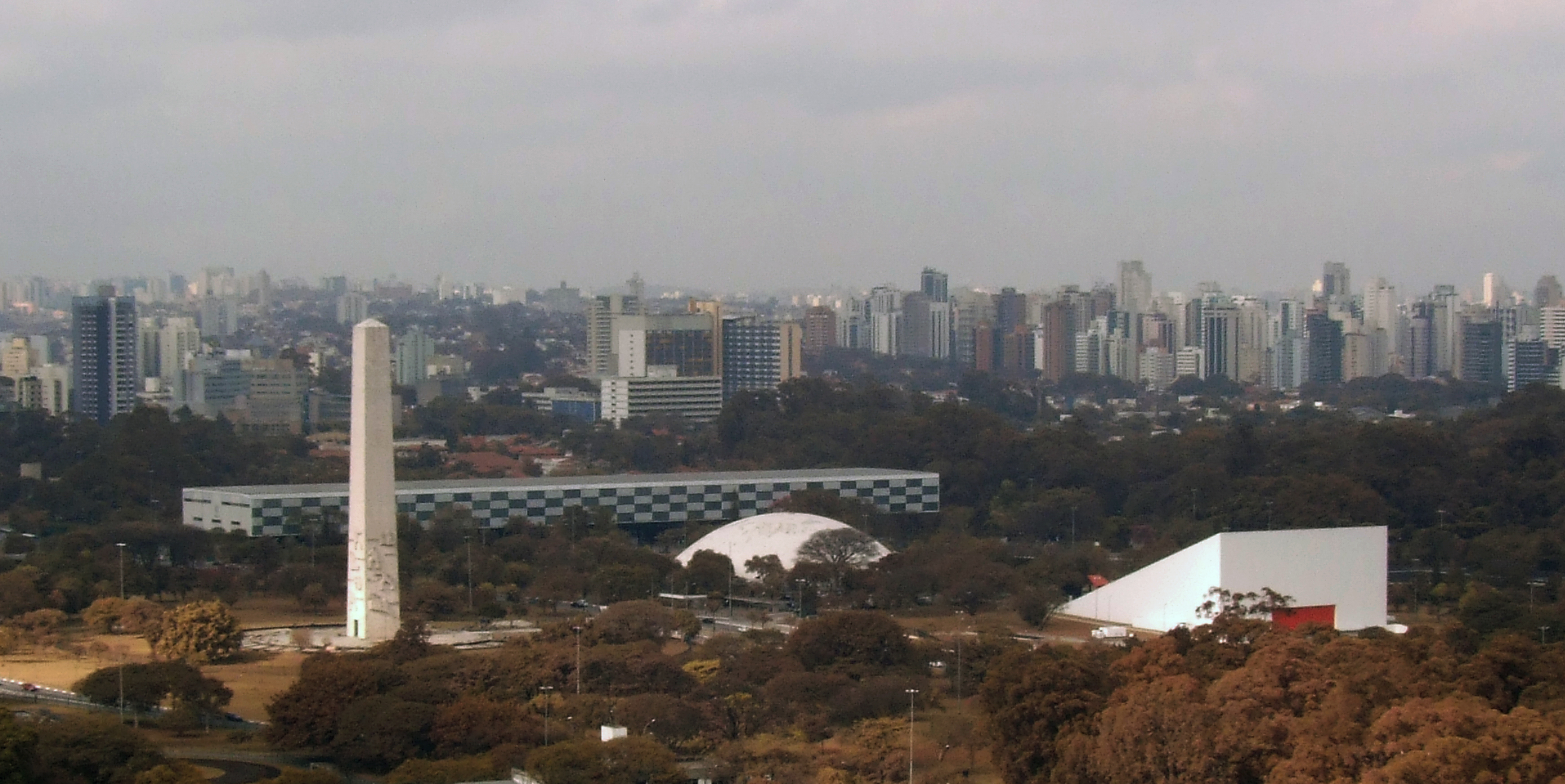
Bienal de Arte de São Paulo, Pavilhão Ciccillo Matarazzo, Parque Ibirapuera

### 16ª Bienal de São Paulo (1981)
O surgimento da figura de um curador-geral da mostra transformaria por completo os rumos da Bienal. O crítico e ex-diretor do Museu de Arte Contemporânea da Universidade de São Paulo (MAC-USP), Walter Zanini (1925-2013) foi o primeiro a assumir o posto, em uma edição que aboliu espaços separados por país e também marcou o fim do boicote à Bienal e a abertura política no país.
A 16ª e 17ª Bienais (1981 e 1983), sob a curadoria geral de Walter Zanini (1925-2013), tiveram papel importante no resgate do prestígio do evento, abalado na década anterior. Zanini organizou a mostra tendo como eixo as analogias de linguagens entre obras variadas (Núcleo 1: "Linguagens Aproximadas"). Fortaleceu o núcleo histórico (Núcleo 2), apresentou o acervo do Museu do Inconsciente e reconquistou a participação dos artistas contemporâneos (entre esses, tem grande impacto a representação nacional, como Antonio Dias (1944), Cildo Meireles (1948), Tunga (1952-2016), entre outros).

### 17ª Bienal de São Paulo (1983)
Linguagens cada vez mais correntes na arte contemporânea global, a performance, o vídeo, o videotexto, as instalações e o happening deram o tom da 17ª Bienal. Foi instalada no andar térreo do pavilhão a rua Fluxus, um dos acontecimentos centrais da edição, que incluía ainda uma sala de documentos sobre o grupo – registros de Ben Vautier (1935) dormindo, Dick Higgins (1938-1998) tocando piano ou Wolf Vostell (1932-1998) durante uma ação em Nova York.

### 18ª Bienal de São Paulo (1985)
Em 1985 e 1987, a curadora da 18ª e 19ª Bienais, Sheila Leirner, com o auxílio de arquitetos, apresentou novas soluções para a montagem da exposição. As ideias norteadoras dos eventos - A Grande Tela quando as obras foram expostas em três corredores, com 30 cm de distância entre cada uma delas, e A Grande Coleção quando os trabalhos foram exibidos de forma vertical no grande hall do Pavilhão projetado por Oscar Niemeyer, marcaram um novo conceito de curadoria. A 18ª Bienal mostrou a tendência expressionista na pintura contemporânea e uma expografia inusitada que pautaram o debate ao longo de toda a 18ª Bienal.

### 19ª Bienal de São Paulo (1987)
Com o tema "Utopia versus realidade", a 19ª Bienal teve no alemão Anselm Kiefer (1945) sua grande figura de destaque. Com presença marcante de instalações e esculturas, o terceiro andar do pavilhão recebeu a monumental Palette mit Flügel (1985) de Kiefer e a instalação Enquanto flora a borda... (1982), de Tunga (1952-2016), que escorregava do teto ao piso pelo grande vão central do pavilhão.

### 20ª Bienal de São Paulo (1989)
A 20ª Bienal foi concebida por um triunvirato: Carlos von Schmidt, Stella Teixeira de Barros e João Cândido Galvão. Descontinuando as proposições das últimas Bienais, a equipe retomou as premiações e o arranjo das representações nacionais em salas separadas. A representação brasileira foi considerada uma das mais consistentes em muito tempo.

### 21ª Bienal de São Paulo (1991)
Apenas nessa edição a Bienal retomou o sistema de inscrições abertas, para artistas de todo o mundo. À frente da curadoria, João Cândido Galvão repetiu seu trabalho como curador dos setores de dança, música e teatro na edição anterior, e foi bem-sucedido ao trazer dois espetáculos inesquecíveis para a Bienal: Suz/O/Suz, do grupo catalão Fura dels Baus (1979), e O Trilogie Antică: Medeea, Troienele, Electra, de Henrik Ibsen (1828-1906), narrado em latim e grego pela Companhia de Teatro Nacional de Bucareste.

### 22ª Bienal de São Paulo (1994)
A Bienal rompe o calendário e passa a acontecer nos anos pares. O segmento histórico assume grande importância na edição, cujo tema, "Ruptura com o suporte", possibilitou explorar plataformas e poéticas observadas nas obras de Hélio Oiticica (1937-1980), Lygia Clark (1920-1988) e Mira Schendel (1919-1988).
Nos anos 1990, as mostras são organizadas com base em grandes temas. Nessa década, as bienais são tomadas por espetáculos de diversos tipos: dança, teatro, música etc., o que faz delas eventos culturais mais amplos.

### 23ª Bienal de São Paulo (1996)
Novo recorde de representações, 87 países aderiram ao tema proposto por Nelson Aguilar (1943): "A desmaterialização da arte no final do milênio". Na ocasião, um Núcleo Histórico trouxe mais de duzentas gravuras de Francisco de Goya (1746-1828) ilustrou a obra póstuma de Jean-Michael Basquiat (1960-1988) e apresentou o terceiro andar do pavilhão com 37 pinturas de Edvard Munch (1863-1944).

### 24ª Bienal de São Paulo (1998)
Conhecida como uma das melhores Bienais já feitas, a “Bienal da Antropofagia” teve como curador-geral Paulo Herkenhoff (1949) e como curador-adjunto Adriano Pedrosa. O conceito, extraído das raízes da cultura brasileira, permeou o trabalho de todos os 76 curadores envolvidos com a exposição, assim como resultou em potentes exposições individuais dedicadas a cada uma das 53 Representações Nacionais. A curadoria trabalhou com ideia de contaminação e pôs em diálogo obras de brasileiros contemporâneos com obras do Núcleo Histórico.

### 25ª Bienal de São Paulo (2002)
Centrada no tema "Iconografias metropolitanas", a 25ª Bienal tornou-se famosa pela presença numerosa de artistas brasileiros fora do eixo São Paulo/Rio de Janeiro. A nomeação do primeiro curador estrangeiro, o alemão Alfons Hug, causou polêmica. No entanto, a mostra recebeu excelente acolhida e bateu recorde de público, com 668 428 visitantes.

### 26ª Bienal de São Paulo (2004)
Primeiro ano em que a entrada é gratuita, política que seria incorporada a todas as edições dali em diante. Com o tema "Território livre", a 26ª Bienal marcou a entrada de uma nova geração na cena artística com artistas como Cabelo, Chelpa Ferro, Laura Vinci, entre outros. Mais uma vez afirmou-se o caráter eminentemente contemporâneo do evento, que apresentou obras, na sua maioria, produzidas entre 2002 e 2004. Ao menos um terço da mostra era composta de projetos site-specific elaborados especificamente para o Pavilhão da Bienal.

### 27ª Bienal de São Paulo (2006)
O tema "Como viver junto" – título de um conjunto de seminários proferidos por Roland Barthes nos anos 1970, norteou a curadoria de Lisette Lagnado para a 27ª Bienal. A edição foi marcada pela extinção das representações nacionais – a seleção de artistas ficou a cargo dos curadores das Bienais – e pela afirmação da arte como linguagem transnacional. Inovação fundamental para exposição, os projetos curatoriais passaram a ser escolhidos a partir de processos de seleção realizado por um comissão internacional de críticos e curadores.

### 28ª Bienal de São Paulo (2008)
Momento de repensar rumos e funções do evento, a 28ª Bienal – "Em vivo contato" realiza uma proposta radical ao manter o 2ª andar do pavilhão vazio, como uma Planta Livre, uma metáfora da crise conceitual atravessada pelos sistemas expositivos tradicionais e enfrentada pelas instituições que as organizam. Acontecimento marcante naquela edição foi a pichação do guarda-corpo no pavilhão, que germinou uma discussão sobre o tema no meio artístico sobre arte urbana.

### 29ª Bienal de São Paulo (2010)
Com novo fôlego promovido por uma Diretoria comprometida com a renovação institucional, a Bienal inaugurou sua 29ª edição com um projeto educativo permanente e uma ampla programação paralela. Privilegiando obras de cunho político, a curadoria de Agnaldo Farias e Moacir dos Anjos destinou cerca de 400 atividades a seis espaços conceituais intitulados Terreiros, e estabeleceu como tema um verso de um poema de Jorge de Lima: "Há sempre um copo de mar para um homem navegar". Causou polêmica a instalação Bandeira branca (2010), de Nuno Ramos, com urubus vivos voando pelo vão central do pavilhão, acompanhados por uma montagem de sons do cancioneiro nacional.

### 30ª Bienal de São Paulo (2012)
Intitulada "A iminência das poéticas", essa edição da Bienal adotou a metáfora da constelação como proposta curatorial e estabeleceu articulações discursivas entre passado e presente; centro e periferia; objeto e linguagem. Com grande número de obras de cada artista, a exposição privilegiou artistas latino-americanos e prestou homenagens a Arthur Bispo do Rosário e Waldemar Cordeiro. O projeto Mobile Radio montou uma estação de rádio no mezanino do pavilhão, com programação que se estendeu por todo o período da exposição.

### 31ª Bienal de São Paulo (2014)
A 31ª edição, que aconteceu em setembro de 2014, teve como tema a frase “Como (...) coisas que não existem”. Com a curadoria de Charles Esche, Galit Eilat, Nuria Enguita Mayo, Pablo Lafuente e Oren Sagiv, a mostra recebeu 81 trabalhos concebidos em forma de "projetos", muitos realizados em colaboração entre dois ou mais indivíduos: artistas e profissionais de outras disciplinas, como pedagogos, sociólogos, arquitetos ou escritores. Despertaram principal interesse do público os trabalhos em vídeo, caso do filme israelense Inferno de Yael Bartana, que trata da demolição do Templo de Salomão (IURD) no Brás, e do turco Wonderland de Halil Altindere, sobre a destruição de assentamentos históricos em Istambul. Firmou-se como uma exposição profundamente conectada com alguns temas centrais da vida contemporânea: identidade, sexualidade e transcendência.

### 32ª Bienal de São Paulo (2016)
A 32ª Bienal foi inaugurada em 7 de setembro de 2016, com curadoria de Jochen Volz, historiador de arte formado na universidade de Ludwing-Maximilian, em Munique, e em Hamboldt Universität, em Berlim, na Alemanha. Com público de aproximadamente 900 mil visitantes, maior visitação da última década, a edição sob a curadoria de Jochen Volz procurou enfocar noções de “incerteza” a fim de refletir sobre as condições atuais da vida e as estratégias oferecidas pela arte contemporânea para habitá-la. O aquecimento global, a perda da diversidade biológica e cultural, a crescente instabilidade econômica e política, a injustiça na distribuição dos recursos naturais da Terra foram questões em discussão. Mulheres e artistas nascidos após 1970 formaram mais da metade dos artistas selecionados. Uma pista de skate, uma oca para conversas e rituais e um restaurante de comida orgânica estiveram entre as obras da exposição.
O site oficial da Bienal contém a lista de nomes de expositores, local de nascimento, trabalho e moradia atuais. O evento contou com um total de 81 participantes, que dialogaram com os eixos propostos pela curadoria composta também por Júlia Rebouças, Gabi Ngcobo, Lars Bang Larsen e Sofía Olascoaga. São estes eixos: ecologia, cosmologia, educação e narrativa. Com base nestes conceitos, foram escolhidas obras que construíssem um panorama visual, sonoro, tátil e sensorial relacionado a diversas realidades colocadas em evidência ao longo do pavilhão, como as culturas indígenas abordadas pelo coletivo Vídeo nas Aldeias, a existência de PANC's(Plantas Alimentícias Não Convencionais) através da horta urbana de Carla Filipe, a arte sustentável de Frans Krajcberg, a dor da diáspora africana representada por Mmakgabo Helen Sebidi, entre muitas outras abordagens. Para conduzir as visitas agendadas de alunos das redes pública e privada, além de grupos espontâneos e de educadores, a Fundação Bienal de São Paulo contratou mais de 80 mediadores para compor a equipe do educativo da exposição.
No ano de 2016 a Bienal investiu na sua 32ª aproximadamente R$ 25 milhões de reais, reunindo 415 obras de 81 artistas, em sua maioria mulheres.
Como o evento é muito grande, aconselha-se a reservar pelo menos 2 (duas) horas para visitar a exposição inteira e com calma.
Também pode encontrar o projeto Campo Sonoro, com áudios complementares sobre as obras, composto por mais de 40 faixas, que incluem músicas, informações e poemas criados pelos artistas.

### 33ª Bienal de São Paulo (2018)
A 33ª Bienal esteve em cartaz de 7 de setembro a 9 de dezembro de 2018. Com curadoria de Gabriel Pérez-Barreiro, a edição teve uma curadoria descentralizada ao contar com 7 artistas curadores, responsáveis por áreas específicas do pavilhão da Fundação Bienal; e projetos individuais propostos por 12 artistas. Nas curadorias realizadas por artistas, Sofia Borges preparou uma exposição marcada por um labirintos de obras de artistas como Sara Ramo, Leda Catunda e Tunga. Já Waltercio Caldas expôs trabalhos artísticos de Antonio Dias, Bruce Nauman e Richard Hamilton. Dentre os projetos individuais comissionados, o projeto Outra 33 Bienal de São Paulo de Bruno Moreschi; e uma exposição com obras de Aníbal López.
A 33ª Bienal contou com Gabriel Pérez-Barreiro como curador geral. O espanhol é diretor e curador-chefe da Coleção Patricia Phelps de Cisneros, com sedes em Nova York e Caracas. É doutor em História e Teoria de Arte pela universidade de Essex (Reino Unido) e mestre em História da Arte e Estudos Latino-Americanos pela universidade de Aberdeen igualmente situada no Reino Unido.
De 7 de setembro a 9 de dezembro de 2018, a 33ª Bienal de São Paulo - Afinidades afetivas privilegiou a experiência individual do espectador na apreciação das obras, em detrimento de um tema que favoreceria uma compreensão pré-estabelecida. O título remete ao romance de Johann Wolfgang von Goethe Afinidades eletivas (1809) e à tese “Da natureza afetiva da forma na obra de arte” (1949), de Mário Pedrosa. Com esse pano de fundo, a 33ª Bienal de São Paulo se compôs de sete mostras coletivas concebidas pelos artistas-curadores: Alejandro Cesarco (Montevidéu, Uruguai, 1975); Antonio Ballester Moreno (Madri, Espanha, 1977); Claudia Fontes (Buenos Aires, Argentina, 1964); Mamma Andersson (Luleå, Suécia, 1962); Sofia Borges (Ribeirão Preto, Brasil, 1984); Waltercio Caldas (Rio de Janeiro, Brasil, 1946) e Wura-Natasha Ogunji (St. Louis, EUA, 1970).
Além das mostras coletivas, a curadoria geral trouxe projetos comissionados de oito artistas (Alejandro Corujeira, Bruno Moreschi, Denise Milan, Luiza Crosman, Maria Laet, Nelson Felix, Tamar Guimarães, Vânia Mignone), uma série icônica de Siron Franco e homenagens a três artistas falecidos: o guatemalteco Aníbal López, o paraguaio Feliciano Centurión e a brasileira Lucia Nogueira.

### 34ª Bienal de São Paulo (2021)
A 34ª Bienal de São Paulo estava inicialmente prevista para 2020, porém foi adiada por conta da pandemia de covid-19. O tema escolhido foi 'Faz escuro mas eu canto', verso do poeta Thiago de Mello escrito em 1965 em oposição à ditadura militar, com o objetivo de discutir a importância da produção artística em tempos sombrios.
No entanto, a pandemia de Covid-19 foi apenas um dos aspectos sombrios aos quais os curadores fizeram referência, pois o tema "Faz escuro mas eu canto" fora escolhido ainda em 2019, tendo em vista que o evento estava programado para ocorrer em setembro de 2020.
Além das obras de arte, a Bienal exibiu ainda 14 "enunciados", instalações que contavam histórias com a ajuda de objetos diversos. Cada um dos "enunciados" eram acompanhados de uma carta, que explicava a relação entre as peças e convidava os visitantes a conectá-los de diversas maneiras. Entre os objetos estavam o meteorito Santa Luzia, o segundo maior objeto espacial conhecido no Brasil, que sobreviveu ileso ao incêndio no Museu Nacional em setembro de 2018; uma boneca ritxòkò da aldeia Karajá de Hawaló, na Ilha do Bananal, Tocantins, que, simbolicamente, substituiria uma boneca do acervo do Museu Nacional e que foi perdida no incêndio; além de uma pedra que, com o calor do incêndio, se transformou de ametista em citrino, dois tipos de quartzo de cores diferentes.

### 35ª Bienal de São Paulo (2023)
A 35ª Bienal de São Paulo teve o título “Coreografia do Impossível”, o qual foi inspirado no trabalho da poeta e ensaísta Leda Maria Martins, que trabalha com a ideia de um tempo em espiral, o que levou à curadoria de trabalhos que incitavam não apenas o movimento, mas também novas relações de passado, presente e futuro.
A mostra trouxe uma reflexão sobre os espaços geográficos e políticos que habitamos junto a uma crítica sobre como a estrutura neoliberal da nossa sociedade é desenhada para excluir. A 35ª Bienal de São Paulo realizou um feito histórico, com 93% dos artistas participantes são não-brancos, ou seja, pardos ou negros. Foi a primeira vez que a curadoria não teve um curador-chefe, sendo assinada pelo coletivo.
Foi fechado o guarda-corpo do segundo andar do prédio projetado por Oscar Niemeyer com grandes paredes que circundam o vão, enfatizando o movimento das serpentinas do desenho do arquiteto. Com essa escolha, o objetivo era fazer com que o visitante acostumado a frequentar o prédio perdesse a sua referência do espaço, propondo uma nova vivência da área.